# Benjamin Siegel
Benjamin "Bugsy" Siegel (28. februar 1906 – 20. juni 1947) var en jødisk-amerikansk forbryder, der var kendt som en af de mest "berygtede og frygtede gangstere i sin tid". Med sit karismatiske og charmerende ydre, blev han en af de første gangstere, der blev behandlet som en kendis i medierne. Siegel var ikke alene en central person i den jødiske mafia, men var som sin ven og gangster-kollega Meyer Lansky også indflydelsesrig i den italiensk-amerikanske mafia og det italiensk-jødiske forbrydersyndikat National Crime Syndicate.
Siegel var aktiv i mafiaens aktiviteter under forbudstiden og var blandt grundlæggerne og lederne af mafiaens "udøvende gren" Murder, Inc., der udførte en lang række drab i 1930'erne. Efter ophævelsen af spiritusforbuddet i 1933 var Siegel aktiv i ulovlige bookmakingaktiviteter.
Siegel forlod New York i 1936, hvor han flyttede til Californien. Han blev i 1939 tiltalt for drabet på en anden gangster, Harry Greenberg, men da hovedvidnet Abe "Kid Twist" Reles kort inden retssagen faldt ud af et vindue under mystiske omstændigheder, blev tiltalen frafaldet i 1942.
Mens Siegel boede i Californien var han aktiv i opbygningen af spillebyen Las Vegas i Nevada, hvor han administrerede og finansierede de første casinoer og udviklede Las Vegas Strip. Han overtog William Wilkersons byggeprojekt Flamingo Hotel og stod for åbningen af The Flamingo den 26. december 1946. Åbningen blev en fiasko, og hotel og kasino blev lukket kort efter. Hotellet blev genåbnet i marts 1947. Tre måneder senere, den 20. juni 1947 blev Siegel skudt og dræbt i Beverly Hills, hvor han boede hos sin veninde Virginia Hill.

## Opvækst og ungdom
Benjamin Siegel (født Benjamin Siegelbaum) blev født i 1906 i Williamsburg i Brooklyn af en fattig jødisk familie fra Letitsev, i Podolien i det Russiske Kejserrige, i det nuværende Ukraine. Andre kilder angiver dog, at familien kom fra Galicien i det daværende Østrig-Ungarn. Siegel forlod skolen i en ung alder og blev medlem af en bande på Lower East Side på Manhattan og begik diverse former for berigelseskriminalitet. Han mødte Moe Sedway og sammen udviklede de et system, hvor de tvang lokale handlende til at betale beskyttelsespenge. I teenageårene opbyggede Siegel en straffeattest, der omfattede røveri, voldtægt og drab.

### Bugs and Meyer Mob
I teenageårene mødte Siegel Meyer Lansky, og de to dannede en bande, kendt som "Bugs and Meyer Mob", der drev aktiviteter indenfor ulovligt spil og biltyverier. Lansky, der allerede havde en kontrovers med gangsteren Salvatore Lucania fra den italienske mafia, indså behovet for, at de jødiske gangstere i Brooklyn organiserede sig på samme måde som de italienske og irske bander. Den første person, som Lansky rekrutterede var Ben Siegel.
Under forbudstiden blev Siegel involveret i smugling og levering af spiritus i flere af de store byer på Østkysten, men primært New York og New Jersey. Han fungerede også som gangsternes lejemorder. Lansky lod Siegel udføre drab for de forskellige forbrydersyndikater og -familier. Udover selv at smugle spiritus var The Bugs and Meyer Mob også involveret i tyveri og røveri mod konkurrerende banders spiritustransporter. The Bugs and Meyer Mob var berygtede for at likvidere flere konkurrenter i branchen. Medlemmer af Siegels bande var bl.a. Abner "Longie" Zwillman og Louis "Lepke" Buchalter. Siegel kendte også Al Capone, der på et tidspunkt skjulte sig for politiet hos Siegels tante. Siegel gik også tidligt ind i smugling af opium og var selv opiumryger.
I en alder af 21 år tjente Siegel store penge på kriminalitet og blev et kendt og populært ansigt i New Yorks natteliv. Han købte en lejlighed på det fashionable Waldorf-Astoria Hotel.
I 1929 deltog Lansky og Siegel i en forbryderkonference (The Atlantic City Conference), der var indkaldt af Lucky Luciano fra New York City og Johnny Torrio, der repræsenterede Chicagos kriminelle bander. Konferencen blev holdt på de fashionable Ritz-Carlton Hotel i Atlantic City. På konferencen blev den organiserede kriminalitets fremtid og tilrettelæggelse diskuteret. På konferencen gav Siegel udtryk for ønske om en forbrødring mellem den jødiske og italienske mafia.

### Ægteskab og familie
Den 29. januar 1929 blev Siegel gift med barndomskæresten Esta Krakower, der var søster til lejemorderen Whitey Krakower. Parret fik to døtre. Siegel var kendt som en "damernes mand" og ægteskabet blev opløst i 1946, hvor Esta flyttede tilbage til New York med parrets to døtre.

## Murder, Incorporated
Siegel havde i slutningen af 1920'erne forbindelser til Charles "Lucky" Luciano og Frank Costello, der begge var kommende overhoveder i den førende mafia-familie, Genovese-familien. Siegel likviderede i 1931 angiveligt sammen med Albert "Mad Hatter" Anastasia, Vito Genovese og Joe Adonis, mafiabossen Joe Masseria på Lucianos ordre. Senere samme år hyrede Luciano fire lejemordere fra Siegel og Lanskys bande til drabet på Salvatore Maranzano, hvilket etablerede Luciano som den mest magtfulde person indenfor den amerikanske mafia og indvarslede begyndelsen på den moderne amerikanske organiserede kriminalitet.
Efter drabet på Maranzano dannede Luciano og Lansky forbryderorganisationen National Crime Syndicate, en organisation bestående af mafia-familier, der koordinerede deres kriminelle aktiviteter. Tilsvarende blev organisationen The Commission dannet, der havde til formål at fordele territorierne og hindre interne krige indenfor mafia-familierne. På Lucianos ordre dannede Siegel sammen bl.a. "Mad Hatter" Anastasia en organisation af lejemordere, der fik til opgave at være den udøvende del af Syndikatet. Siegel og Anastasia fik sammensat organisationen, som pressen senere kaldte Murder, Inc. ("Mord A/S"). Siegel og Lansky forlod forholdsvis hurtigt Murder, Inc., der blev drevet videre af Buchalter og Anastasia. Siegel fortsatte dog som lejemorder. Han blev dog ikke dømt for kriminalitet, bortset fra en bøde på $100 i Miami for løsgængeri og ulovligt spil. Siegel betalte bøden fra et større seddelbundt.
Under denne periode havde Siegel en tvist med en anden mafia-boss, Waxey Gordon. Siegel og Lansky havde givet information til de amerikanske skattemyndigheder, der førte til, at Gordon fik en fængselsdom. Gordon hyrede fra fængslet brødrene Fabrizzo til at likvidere Siegel og Lansky. Fabrizzo-brødrenes drabsforsøg slog imidlertid fejl og Siegel opsøgte i stedet brødrene og dræbte dem begge. En tredje bror, Tony Fabrizzo skrev herefter en længere beskrivelse af mafiaens aktiviteter og gav den til en advokat. Tony Fabrizzo var i færd med at skrive et længere kapitel om Siegels lejemorder-forretning, da mafiaen blev orienteret om planerne. I 1932 lod Siegel sig indlægge på et hospital, men senere samme nat sneg han sig ud og opsøgte Tony Fabrizzo sammen med to medsammensvorne i Fabrizzos hjem, hvor de dræbte ham. Da Siegel officielt havde ligget på hospitalet på gerningstidspunktet, havde han et alibi. I 1935 dræbte Siegel på bestilling fra Luciano og Dutch Schultz de rivaliserende lånehajer Louis "Pretty" Amberg og Joseph Amberg.

## Californien
Siegel havde siden 1933 ofte været på den amerikanske vestkyst. I slutningen af 1930'erne sendte mafiaen Siegel permanent til Vestkysten. Siegel havde fået mange fjender på Østkysten, og hospitalalibiet i mordet på Tony Fabrizzo begyndte at falde fra hinanden. I Californien skulle Siegel udvikle Østkystmafiaens aktiviteter i samarbejde med Jack Dragna, der var chef for den organiserede kriminalitet i Los Angeles. Da Siegel ankom til Los Angeles, hyrede Siegel den lokale gangster-boss Mickey Cohen som sin medarbejder. Dragna havde forinden fra Lansky og Luciano modtaget besked om, at det var i Dragnas interesse at samarbejde, og Dragna accepterede herefter en underordnet rolle.
Siegel flyttede med familien til Californien. I sine selvangivelser skrev han, at han levede af lovlige spilleaktiviteter i Los Angeles. I Los Angeles overtog Siegel kontrollen med spilaktiviteterne, og benyttede pengene herfra til at etablere narkosmugling fra Mexico til Chicago og til Østkysten.
I 1942 tjente Syndikatet 500.000$ om dagen på spilleaktiviteterne. På grund af problemer med Siegel fratog Chicago-mafiaen (Chicago Outfit) Siegel kontrollen med dele af spilleaktiviteterne og gav i stedet Dragna en andel af overskuddet. På trods af begyndende problemer med mafiaen på Østkysten havde Siegel fortsat kontrol over flere offshore casinoer og en større prostitutionsring. Siegel havde et omfattende netværk af politikere, forretningsfolk, advokater, revisorer og lobbyister, der arbejdede for ham.

### Hollywood
I Hollywood blev Siegel en del af indercirklerne og mødtes løbende med en lang række Hollywood-stjerner. Han blev kendt for at være sammen med stjerner som George Raft, Clark Gable, Gary Cooper og Cary Grant samt flere af direktørerne fra Hollywood-studierne, herunder Louis B. Mayer og Jack Warner. Skuespillerinden Jean Harlow var veninde med Siegel og var gudmoder til Siegels datter Millicent. Siegel levede et ekstravagant liv i Hollywood med indkøb af fast ejendom i Los Angeles og som vært for vilde fester i sit hjem i Beverly Hills. Unge Hollywood-stjerner som Tony Curtis Phil Silvers og Frank Sinatra så op til ham.
Siegel havde flere forhold til skuespillerinder, herunder Dorothy DiFrasso, der var gift med en italiensk greve. Forholdet til grevinden første Siegel til Italien i 1938, hvor han mødte Benito Mussolini, som Siegel forsøgte at sælge våben til. På rejsen mødte han også de tyske naziledere Hermann Göring og Joseph Goebbels. Siegel havde med sin jødiske baggrund dog ikke sympati for de to tyskere, og han tilbød at slå dem ihjel. Den italienske grevinde bad ham dog om ikke at gøre det.
I Hollywood arbejdede Siegel med forbrydersyndikater for etablere en forretning med beskyttelsespenge. Han planlagde at afpresse filmstudierne gennem overtagelse af de lokale fagforeninger (Screen Actors Guild og den lokale afdeling af Teamsters), hvorved han kunne iscenesætte strejker, hvorefter han kunne få filmstudierne til at betale ham for at lade strejkerne ophøre. Han lånte penge fra Hollywood-kendisser og undlod at betale tilbage velvidende, at lånerne ikke turde bede om at få pengene tilbage. I sit første år i Hollywood modtog Siegel mere end $400,000 i lån fra filmstjerner.

### Drabet på Harry Greenberg og retssag
Den 22. november 1939 var Siegel en af de fire personer, der likviderede Siegels barndomsven Harry Greenberg udenfor dennes hjem. Greenberg havde arbejdet for Luciano og havde truet med at gå til politiet. Likvideringen var bestilt af Louis "Lepke" Buchalter, der var chef for Murder, Inc. De tre øvrige deltagere ved likvideringen var Whitey Krakower, Frankie Carbo og Albert Tannenbaum
Tannenbaum tilstod senere medvirken til drabet og indvilligede i at vidne mod Siegel for at får strafnedsættelse. I september 1941 blev der rejst tiltale mod Siegel og Carbo. Whitey Krakower blev myrdet, før han kunne stilles for retten. Retssagen fik mediebevågenhed bl.a. på grund af den fine behandling Siegel fik under varetægtsfængslingen. Siegel nægtede at spise fængselsmaden og fik specialforplejning og fik tilladelse til at have kvindelige besøgende og fik udgang til tandlægebesøg.
Anklagemyndighedens hovedvidne, Abe "Kid Twist" Reles, døde imidlertid kort tid før retssagen, da han under uklare omstændigheder faldt ud af et vindue, og Tannenbaums vidneudsagn blev tilsidesat under retssagen. Siegel og Carbo blev herefter frifundet, men Siegels rygte havde lidt skade. Under retssagen gravede aviserne i Siegels fortid og omtalte ham ved tilnavnet "Bugsy".

## Las Vegas
Siegel ønskede at opnå indtægter fra lovlige aktiviteter og så muligheder i Nevada, hvor spil var lovligt. Han så muligheder i at overtage William R. Wilkersons hotel, The Flamingo, i den dengang lille by Las Vegas. Med The Flamingo kunne Siegel levere et casino, den bedste mad og drikke og den bedste underholdning, alt sammen til rimelige priser. Siegel mente, at ikke kun de store spillere ville komme, men også tusindvis af almindelige mennesker, der ville være villige til at ofre mellem $50 og $100. Wilkerson blev herefter truet til at sælge The Flamingo til mafiaen. Han flygtede herefter til Paris for at komme i sikkerhed.
Siegel påbegyndte en ombygning af hotellet. Økonomien i USA efter afslutningen af 2. verdenskrig var stram, men Siegel forlangte de bedste materialer. I oktober 1946 var der brugt mere end 4 millioner $ og i 1947 var der brugt mere end $6 mio. (svarende til ca. 40 mio. $ i dag) og Siegel fik problemer med at betale regningerne.
Siegel rapporterede om forretningerne i Nevada og Arizona, men ønskede ikke at rapportere om Californien. Overfor kolleger oplyste han, at han håndterede Syndikatets forretninger i Califrnien på egen hånd og at han ville tilbagebetale lånene, når han selv bestemte det. På trods af dette, var de øvrige mafia-bosser tålmodige, da Siegel altid havde vist sig værdifuld.
The Flamingo åbnede den 26. december 1946, men åbningen blev en fiasko, hvor kun få kendte dukkede op. Blandt kendisserne til åbningen var June Haver, Vivian Blaine, George Raft, Sonny Tufts, Brian Donlevy og Charles Coburn. Bygningen var ikke helt færdig og publikum blev væk. Efter to uger havde hotellet tabt $275.000 og hotellet blev lukket igen i slutningen af januar 1947.
Siegel fik en ny chance af mafiaen, og Siegel fik genåbnet hotellet den 1. marts 1947, denne gang med Meyer Lansky til åbningen. Hotellet blev en succes efter den anden åbning. På det tidspunkt var tålmodigheden blandt mafiafamilierne i Syndikatet imidlertid ved at være sluppet op.

## Død
Om aftenen den 20. juni 1947 opholdt Siegel sig med sin medarbejder Allen Smiley i kæresten Virginia Hills hjem i Beverly Hills, hvor han sad og læste avis. Siegel blev dræbt af skud med en .30-kaliber M1-militærriffel. Der er aldrig rejst tiltale mod nogen for drabet, der fortsat er uopklaret.
En af teorierne om drabet er, at Siegels overdrevne forbrug af penge og mulige tyveri af penge fra mafiaen fik mafiaen til at beodre ham dræbt. Syndikatet holdt angiveligt et møde i 1946 i Havana på Cuba, hvor bl.a. Luciano, der levede i eksil på Sicilien, også deltog. På mødet skulle være blevet besluttet at likvidere Siegel. En anden teori er, at Siegel blev dræbt af Mathew "Moose" Pandza, der var elsker med Moe Sedways hustru, Bee, der var gået til Pandza efter at være blevet bekendt med, at Siegel overvejede at slå Moe Sedway ihjel. Andre har kædet gangsterne Frankie Carbo og Frankie Carranzo sammen med drabet.
En række beskrivelser siger, at Siegel blev skudt i øjet. Dette er formentlig ikke sandt. Fotografier af liget viser, at Siegel blev ramt af to skud i hovedet, og at det ene skud fik venstre øje til at springe ud af kraniet. På hans dødsattest er dødsårsagen angivet som "skudsår i hovedet" Selvom han ikke blev skudt gennem øjet (øjet ville være blevet ødelagt i så tilfælde) lever myten om skuddet gennem øjet videre. Drabet inspirerede scenen i filmen The Godfather, hvor karakteren Moe Green likvideres på denne måde. Moe Green karakteren er baseret på Siegel.
Dagen efter likvideringen af Siegel spadserede gangsterne David Berman, Gus Greenbaum og Moe Sedway ind på The Flamingo og overtog driften af hotellet og casinoet.

### Mindeplader
I Bialystoker Synagogen i New Yorks Lower East Side, er opsat en mindeplade til minde om Siegel.
På The Flamingo i Las Vegas er opsat en mindeplade for Siegel.
Siegel er begravet på Hollywood Forever Cemetery i Hollywood i Californien.

## I populærkulturen
- Siegel var inspirationen til karakteren Moe Greene i Mario Puzos roman, The Godfather fra 1969. I filmatiseringen The Godfather spilles han af Alex Rocco.
- Sergio Leones film Once Upon a Time in America (1984) er løst baseret på Siegels og Lanskys liv.[95]
- Filmen Bugsy (1991) er en delvis fiktiv biografi om Siegel med Warren Beatty i hovedrollen.
- I dramaet fra 1991 Mobsters om mafiaens The Commission spilles Siegel af Richard Grieco.
- Siegel er en bifigur i James Ellroys roman The Black Dahlia.

### Citerede værker
- Jennings, Dean Southern (1967). We Only Kill Each Other; the Life and Bad times of Bugsy Siegel. New Jersey: Englewood Cliffs Prentice-Hall.
- Tereba, Tere (2012), Mickey Cohen: The Life and Crimes of L.A.'s Notorious Mobster, Toronto: ECW Press, ISBN 978-1770410633
- Dennis Eisenberg; Uri Dan; Eli Landau (1979). Meyer Lansky: mogul of the mob. Paddington Press : distributed Grosset & Dunlap. ISBN 978-0-448-22206-6.
- Griffin, Dennis N. (2006). The Battle for Las Vegas: The Law Vs. the Mob. Huntington Press. ISBN 978-0929712376.
- Turkus, Burton B.; Feder, Sid (2003), Murder, Inc.: The Story Of The Syndicate, Cambridge, MA: Da Capo Press, ISBN 978-0306812880
- Wilkerson III, W.R. (2000). The Man Who Invented Las Vegas. Ciro's Books Publishing. ISBN 0-9676643-0-6.
- Sifakis, Carl (2005). The Mafia Encyclopedia. Infobase Publishing. ISBN 978-0-8160-6989-7.

Artikler
- Smith, John (7. februar 1999). "Part II: Resort Rising. The First 100 Persons Who Shaped Southern Nevada". Las Vegas Review-Journal. Hentet 20. april 2012.

## Eksterne links
- Wikimedia Commons har flere filer relateret til Benjamin Siegel
- FBI's arkiver om Siegel (2.421 sider)
- Benjamin "Bugsy" Siegel biografi Arkiveret 1. februar 2008 hos  Wayback Machine på "J-Grit.com": The Internet Index of Tough Jews
- Biografi på PBS
- Bugsy Siegel Biography Arkiveret 27. oktober 2012 hos  Wayback Machine
- Digitaliserede fotos fra Lloyd Sealy Library Digital Collections: Bugsy Siegel og andre på the Waldorf-Astoria Hotel, Identifikationsfoto af Bugsy Siegel og andre, ca. 1932 (øvre halvdel af billedet fjernet)